# Uniwersytet w Nairobi
Uniwersytet w Nairobi (ang. University of Nairobi, suahili Chuo Kikuu cha Nairobi) – kenijska publiczna szkoła wyższa, zlokalizowana w Nairobi.
Poprzednikiem uczelni był utworzony w 1956 w Nairobi (wówczas w Kolonii Kenii Technical College, następnie przekształcony w Royal College of Nairobi, a w 1960 w Principal of the Royal College of Nairobi, ściśle współpracujący z Uniwersytetem Londyńskim. W 1963, po uzyskaniu niepodległości przez Kenię, Tanganikę i Ugandę, funkcjonujące w tych krajach kolegia połączono w Uniwersytet Wschodniej Afryki (University of East Africa). W 1970 został on podzielony na trzy samodzielne jednostki: Uniwersytet w Dar es Salaam, Uniwersytet Makerere i Uniwersytet w Nairobi.  
W 1983 roku uczelnia przeszła znaczną restrukturyzację, wyodrębniono w niej sześć wydziałów (college), kierowanych przez dyrektorów (Principal), zlokalizowanych w różnych kampusach.

## Jednostki organizacyjne uczelni
- College of Agriculture & Veterinary Sciences  zlokalizowany w kampusie Upper Kabete
- College of Architecture & Engineering - zlokalizowany w głównym kampusie
- College of Biological & Physical Sciences  w kampusie Chiromo
- College of Education & External Studies w kampusie Kikuyu
- College of Health Sciences w kampusie Kenyatta National Hospital
- College of Humanities Social Sciences. W jego skład wchodzi Faculty of Arts, umieszczony w głównym kampusie, Faculty of Law w kampusie Parklands oraz Faculty of Commerce w kampusie Lower Kabete.

## Źródła
- Historia na stronie uczelni